# Залесе (Варшавський-Західний повіт)
Залесе (пол. Zalesie) — село в Польщі, у гміні Старі Бабиці Варшавського-Західного повіту Мазовецького воєводства.
Населення — 178 осіб (2011).
У 1975-1998 роках село належало до Варшавського воєводства.

## Демографія
Демографічна структура станом на 31 березня 2011 року:
|          | Загалом | Допрацездатний вік | Працездатний вік | Постпрацездатний вік |
| -------- | ------- | ------------------ | ---------------- | -------------------- |
| Чоловіки | 87      | 15                 | 62               | 10                   |
| Жінки    | 91      | 12                 | 59               | 20                   |
| Разом    | 178     | 27                 | 121              | 30                   |